# Murvyn Vye
Murvyn Vye est un acteur américain, né le 15 juillet 1913 à Quincy, Massachusetts, et mort le 17 août 1976 à Pompano Beach, Floride.

## Filmographie partielle
- 1947 : Les Anneaux d'or (Golden Earrings), de Mitchell Leisen
- 1949 : Un Yankee à la cour du roi Arthur (A Connecticut Yankee in King Arthur's Court) de Tay Garnett
- 1952 : En route vers Bali (Road to Bali), de Hal Walker
- 1952 : Aveux spontanés (Assignment - Paris!) de Robert Parrish
- 1953 : Le Port de la drogue (Pickup on South Street), de Samuel Fuller
- 1953 : Destination Gobi, de Robert Wise
- 1954 : Le Défilé sauvage (Black Horse Canyon) de Jesse Hibbs
- 1954 : Rivière sans retour (River of No Return), d'Otto Preminger
- 1954 : L'Émeraude tragique , de Andrew Marton
- 1955 : Les Rubis du prince birman (Escape to Burma), d'Allan Dwan
- 1955 : Les Perles sanglantes (Pearl of the South Pacific), d'Allan Dwan
- 1956 : Les Rois du jazz (The Best Things in Life Are Free), de Michael Curtiz
- 1957 : Voodoo Island, de Reginald Le Borg
- 1957 : À deux pas de l'enfer (Short Cut to Hell), de James Cagney
- 1957 : Cette nuit ou jamais (This Could Be the Night), de Robert Wise
- 1960 : The Boy and the Pirates, de Bert I. Gordon
- 1961 : King of the Roaring 20's: The Story of Arnold Rothstein de Joseph M. Newman